# Butsudan

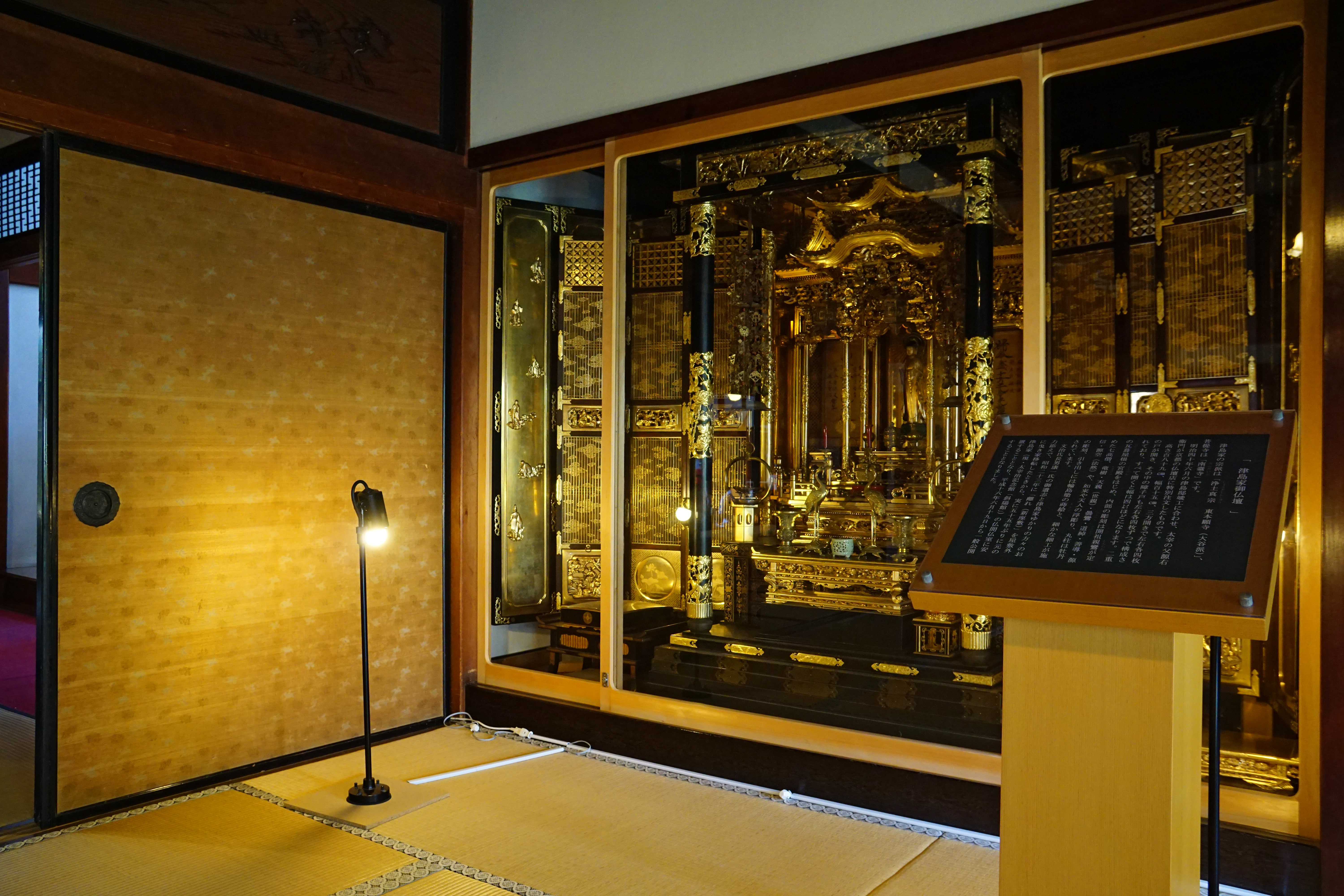
Một butsudan được trang trí rực rỡ với cửa mở, cho thấy một đức Phật A-di-đà được thờ. Một butsudan trong truyền thống Phật giáo Jodo Shinshu.

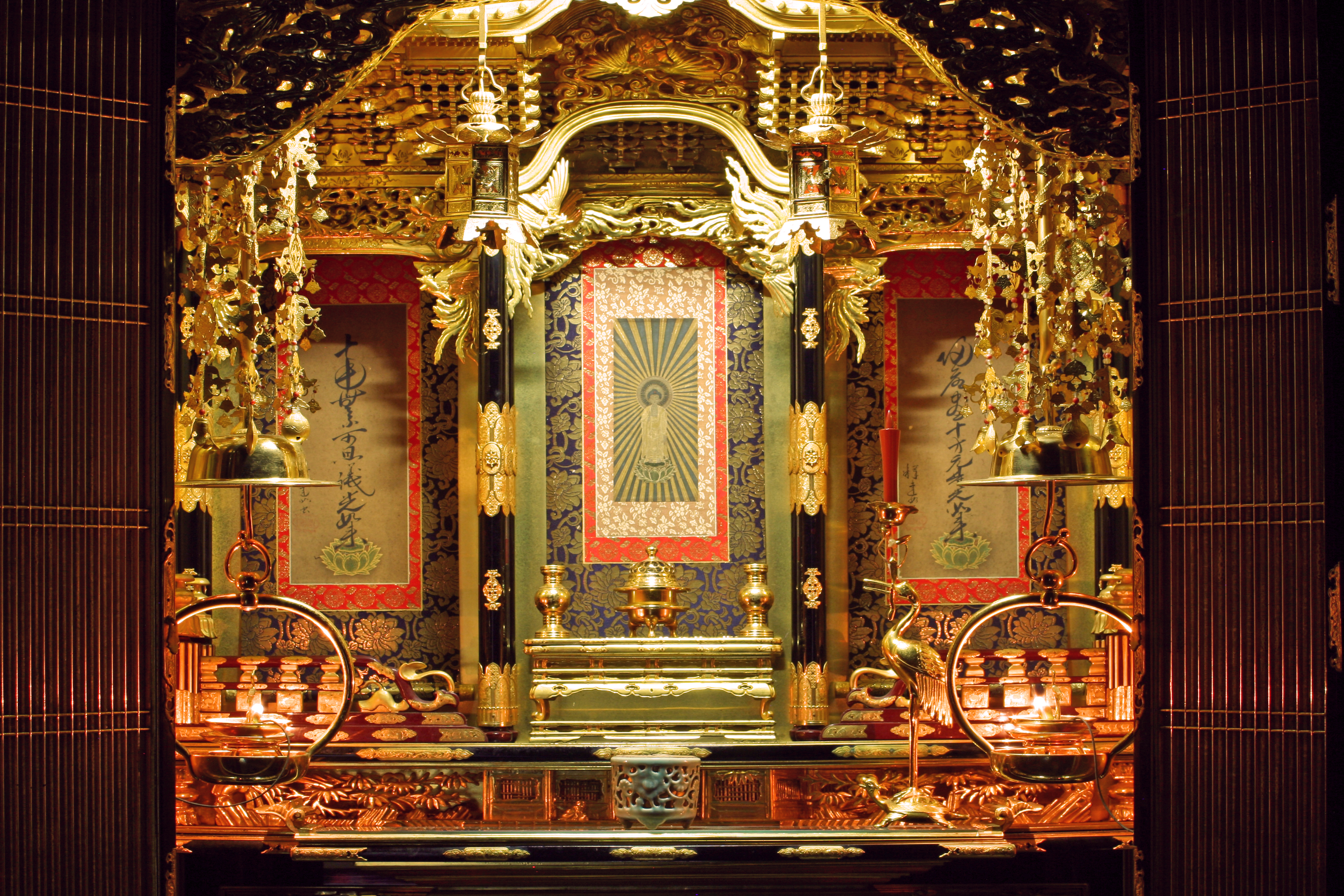
Góc nhìn cận cảnh bàn thờ bên trong với cuộn tranh về đức Phật

Một butsudan, đôi khi đọc là Butudan (仏壇 (phật đàn) nghĩa là "án thờ Phật"), là một điện thờ thường tìm thấy trong các ngôi chùa và tại các ngôi nhà trong văn hóa Phật giáo Nhật Bản. Một butsudan là hoặc một cái bục được định rõ, thường được trang trí hoa văn hoặc chỉ đơn giản là một tủ gỗ đôi khi được trang trí với cửa, nhằm chứa đựng và bảo vệ một Gohonzon, hay một biểu tượng tôn giáo, thường là bức tượng hoặc bức tranh của một vị Phật hay Bồ Tát, hoặc một cuộn giấy mandala có viết thư pháp.
Nếu có sử dụng cửa, một butsudan sẽ cất giữ biểu tượng Gohonzon trong suốt các buổi lễ tôn giáo và được đóng lại sau khi sử dụng. Trong trường hợp không có cửa, một tấm vải thổ cẩm hoặc vải trắng đôi khi được đặt bên trên để tạo nên không gian thiêng liêng của nó. Các tín ngưỡng truyền thống của Nhật Bản kết hợp butsudan là một ngôi nhà của Đức Phật, Bồ Tát cũng như những người thân trong gia đình đã qua đời được thờ trong đó. Trong một số giáo phái Phật giáo, khi một butsudan được gia đình thay thế hoặc sửa chữa, một nghi lễ hiến tế lại được tổ chức sau đó.
Một butsudan thường có một loạt các phụ kiện tôn giáo phụ, được gọi là butsugu, chẳng hạn như nến, lư để đốt hương, chuông và các bục để đặt đồ ăn như trái cây, trà hoặc gạo. Một số giáo phái Phật giáo có đặt những cái đài tưởng niệm ihai, tro tàn của người chết hoặc sổ kakochō ghi lại những người họ hàng quá cố bên trong hoặc ở gần butsudan. Không gian được định nghĩa nằm trọn trong butsudan được gọi là butsuma.

## Bài trí
Cách bài trí và các loại vật dụng đặt trong và xung quanh butsudan có thể khác nhau tùy thuộc vào tông phái. Một butsudan thường chứa một honzon, một bức tượng hoặc một bức tranh về Đức Phật hay một vị thần Phật giáo phản ánh trường phái mà gia đình tu theo, mặc dù các cuộn tranh thêu có chứa một dòng chữ chân ngôn hoặc kinh Phật cũng khá phổ biến. Những đồ vật phụ trợ khác thường tìm thấy ở gần butsudan bao gồm trà, nước và thức ăn (thường là trái cây hoặc gạo), một cái lư để đốt hương, nến, hoa, đèn treo và cây thường xanh. Một rin, hay cái khánh, thường đi kèm với butsudan, có thể phát ra tiếng leng keng khi gõ trong phụng vụ hoặc đọc kinh cầu nguyện. Các thành viên của một số giáo phái sẽ đặt ihai hoặc các bảng có khắc tên những thành viên đã quá cố trong gia đình ở bên trong hoặc bên cạnh butsudan. Các giáo phái Phật giáo khác, chẳng hạn như Jōdo Shinshū, thường không có những thứ này, nhưng có thể có hình ảnh của người quá cố đặt gần butsudan. Butsudan thường được đặt trên một tủ lớn hơn, trong đó lưu giữ các giấy tờ và giấy chứng nhận gia đình quan trọng.

## Mối quan hệ tâm linh với xã hội
Butsudan thường được coi là một phần thiết yếu trong cuộc sống của một gia đình truyền thống Nhật Bản, khi mà nó là trung tâm của đức tin thiêng liêng trong gia đình, đặc biệt là khi đối mặt với cái chết của các thành viên trong gia đình hoặc phản ánh cuộc đời của tổ tiên. Điều này đặc biệt đúng ở nhiều vùng nông thôn, nơi phổ biến hơn 90% số hộ gia đình sở hữu một butsudan, so với các khu vực đô thị và ngoại ô, nơi tỷ lệ sở hữu có thể giảm xuống dưới 60%.